# Henrik Bjelke
Henrik Bjelke, född 13 januari 1615 i Elingård, Norge, död 16 mars 1683 i Köpenhamn, Danmark, var en dansk-norsk officer och ämbetsman. Han var en tid överbefälhavare i danska marinen. 

## Biografi
Bjelke var son till kansler Jens Bjelke och bror till general Jørgen Bjelke och kansler Ove Bjelke.
Som ung var han inskriven vid universitetet i Padua, men sökte istället en militär karriär. Sin första tjänst fick han hos prins Frederik Hendrik av Nederländerna där han blev hovjunkare 1640. Han fick samma titel av Kristian VI av Danmark som även utsåg honom till major, även om han själv mestadels uppehöll sig i Oranien.
I februari 1644 återvände Bjelke till Danmark, där han sändes hem till Norge för att tjänstgöra hos Hannibal Sehested. Han stred mot svenskarna i Hannibalsfejden och deltog bland annat i ett misslyckat anfall mot Vänersborg i början av februari 1645. Efter freden 1645 tjänstgjorde han hos Corfitz Ulfeldt. Han återvände till Danmark och blev länsherre på Island 1648 och dubbades även till riddare.
Hans militära karriär tog fart när han 1653 lämnade armén och blev sjöofficer. Han hade där olika uppgifter, men fick delta i strid när Karl X Gustavs första danska krig bröt ut 1657. Bjelke utnämndes till vice riksamiral och deltog i flera slag i Östersjön. Kriget tog en paus efter freden i Roskilde, men blossade snart upp igen. Bjelke opererade i Öresund och var på holländarnas sida vid slaget i Öresund. 
Tack vare sin militära karriär fick han också politisk makt och utsågs till riksråd 1660. Han stöttade Fredrik III av Danmarks införande av absolut monarki. År 1660 blev han president i amiralitet och 1662 riksamiral samt medlem i statskollegiet och högsta domstolen. Han var en lojal vän till Corfitz Ulfeldt och Leonora Christina, något som möjligen påverkade hans ställning. I skånska kriget förde han inget kommando, men hade istället en administrativ funktion i Köpenhamn.
År 1679 lämnade han amiralitet på grund av hög ålder.